# Loricerinae

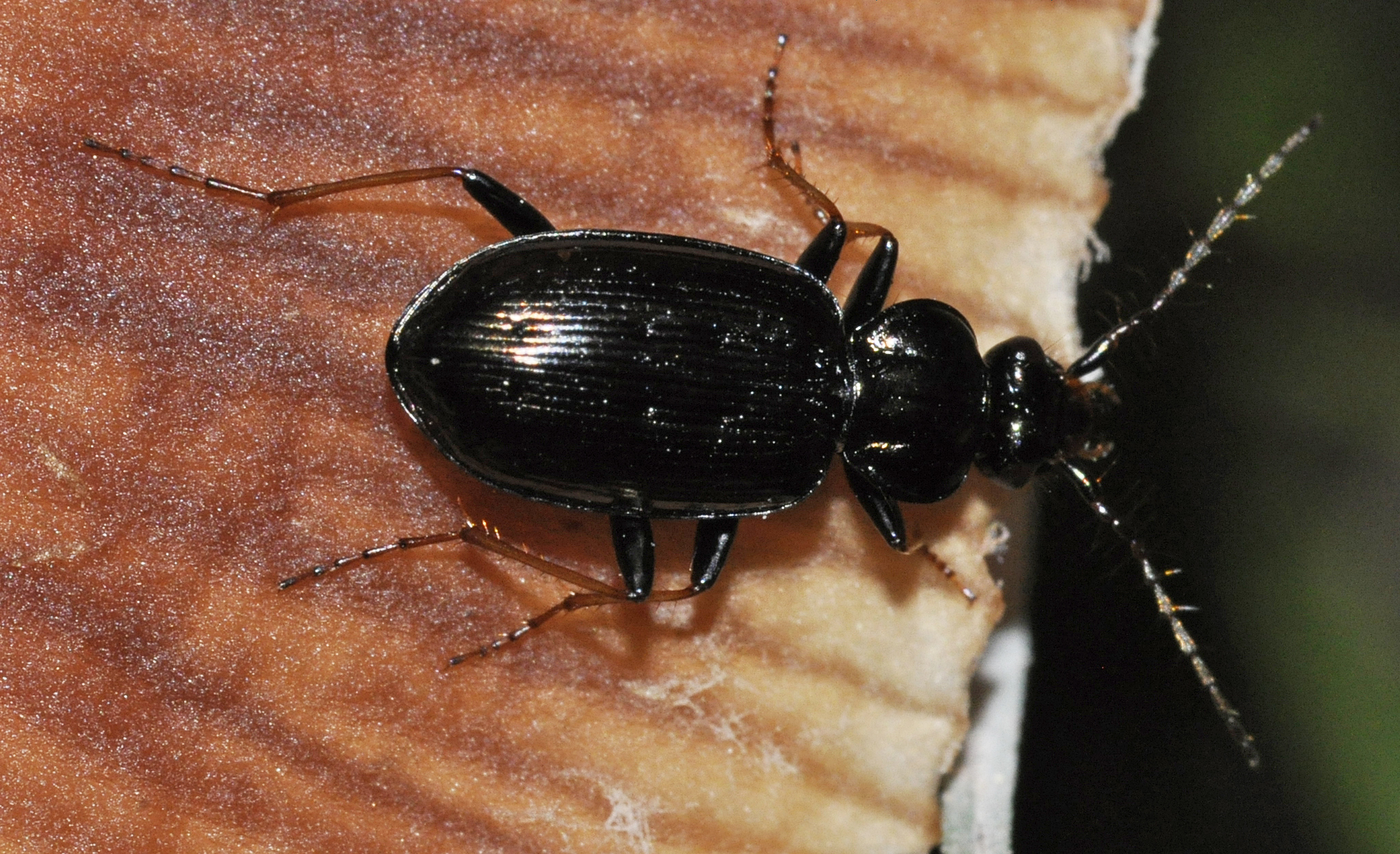
pilláscsápú futó fölülnézetben

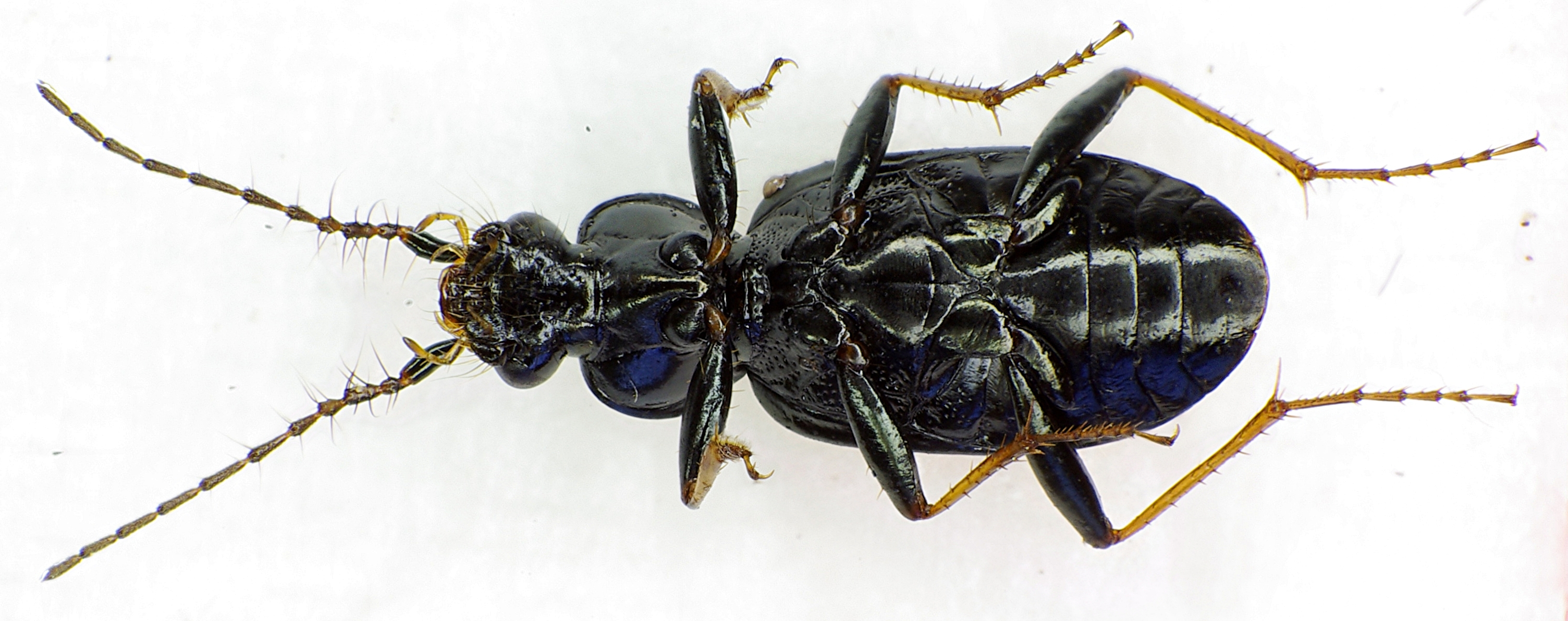
pilláscsápú futó alulnézetben

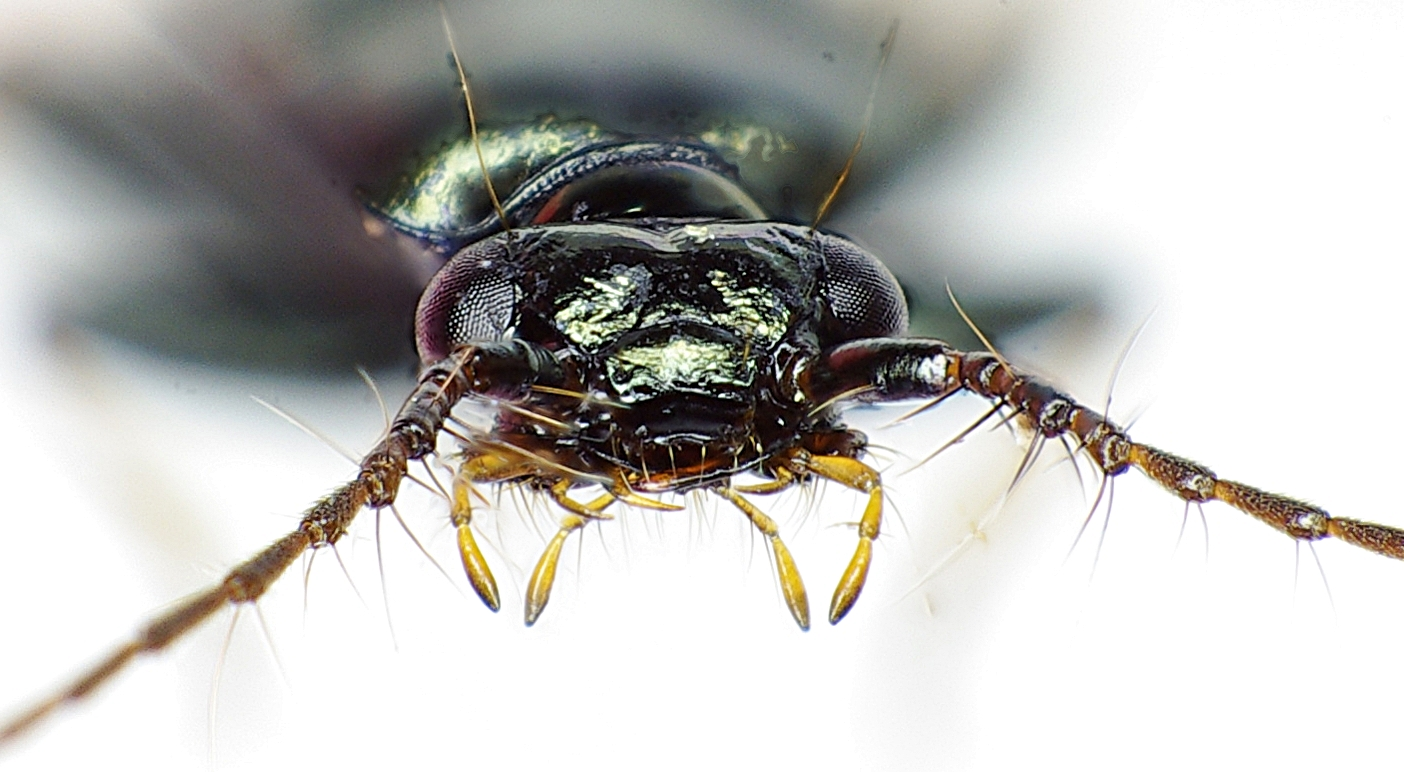
pilláscsápú futó szemből

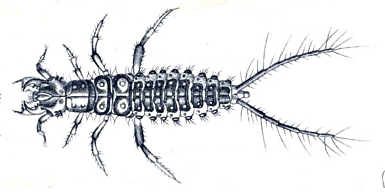
pilláscsápú futó lárvája

A  Loricerinae a ragadozó bogarak (Adephaga) alrendjébe sorolt futóbogárfélék (Carabidae) családjának egyik alcsaládja egyetlen nemzetség (Loricerini) egyetlen nemének (Loricera) mintegy húsz fajával.

## Származásuk, elterjedésük
Magyarországon az alcsalád (nemzetség, nem) 1 faja, illetve alfaja honos:
- pilláscsápú futó (pilláscsápú futonc, Loricera pilicornis pilicornis) Fabricius, 1775

## Rendszertani felosztásuk
A nemet egyes rendszerezők két alnemre bontják:
- L. (Loricera)
- L. (Plesioloricera)

### Fajok
- Loricera aptena
- Loricera balli
- Loricera barbarae
- Loricera decempunctata
- Loricera exita
- Loricera foveata
- Loricera glacialis
- Loricera groehni
- Loricera kryzhanovskiji
- Loricera lutosa
- Loricera mirabilis
- Loricera obsoleta
- Loricera ovipennis
- pilláscsápú futó (Loricera pilicornis)
- Loricera rotundicollis
- Loricera stevensi
- Loricera wollastonii

†Loricera electrica